# Viquipèdia en bengalí
La Viquipèdia en bengalí o Bangla Wikipedia (Bengalí: বাংলা উইকিপিডিয়া) és l'edició en bengalí de la Viquipèdia, l'enciclopèdia en línia gratuïta. Llançat el 27 de gener de 2004, va superar els 10.000 articles a l'octubre de 2006, convertint-se en la segona llengua sud-asiàtica que ho va fer. El 3 de desembre del 2019, el total d'articles va sobrepassar els 77.680 articles amb 1.249 editors actius al mes. El 2018, la Viquipèdia bengalí es va veure al voltant de 190 milions de vegades de tot el món. De mitjana, el lloc es visualitzava més de 500 mil vegades al dia.
A partir del gener del 2019, la Viquipèdia en bengalí és l'única enciclopèdia gratuïta en línia escrita en idioma bengalí. També és un dels llocs més importants relacionats amb contingut bengalí a Internet. La versió mòbil de la Viquipèdia bengalí es va llançar el 2010.
També té una eina d'escriptura bengalesa llatina fonètica al bengalí, de manera que es poden utilitzar teclats de l'alfabet llatí per escriure bengalí sense descarregar cap programari. Les publicacions de notícies produïdes a la comunitat inclouen WikiBarta.

## Història

### Surgiment
El febrer de 2002, els desenvolupadors van començar a crear sub-dominis basats en codis lingüístics per a diferents viquipèdies lingüístiques. Juntament amb altres subdominis de Viquipèdia, es va crear un subdomini en bengalí en aquell moment. Una pàgina de marcador de lloc es va crear automàticament en aquest sub domini l'1 de juny de 2002. El 9 de desembre de 2003, un doctorat de Bangladesh, un estudiant de la Universitat McGill de Canadà anomenat Shah Asaduzzaman va enviar per correu electrònic al fundador de Wikipedia Jimmy Wales amb una sol·licitud per crear la Viquipèdia en bengalí. Com a resultat, els desenvolupadors van crear una pàgina de prova a la Viquipèdia anomenada "Pàgina inicial" el 26 de desembre del mateix any.
La pàgina principal de la Viquipèdia en bengalí va ser creada el 27 de gener de 2004 a partir d'una adreça IP que marca el començament oficial de la Viquipèdia bengalí. "বাংলা ভাষা" ("Bānglā Bhāshā"; bengalí traduït a l'anglès) és el primer article de la Viquipèdia en bengalí que va ser creat el 24 de maig de 2004.

### Fins a l'actualitat

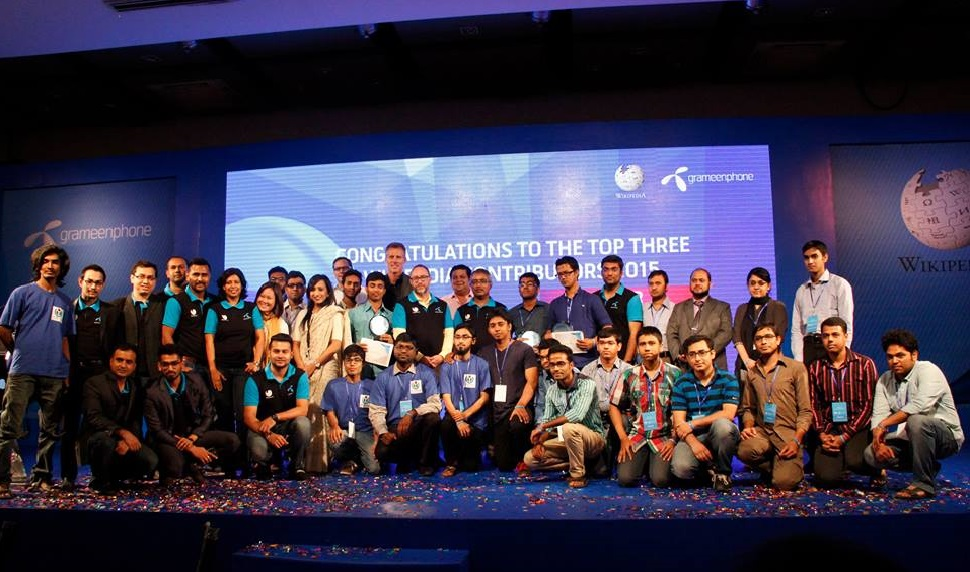
Jimmy Wales, fundador de la Viquipèdia, amb viquipedistes bengalís, durant la celebració del desè aniversari de la Viquipèdia en bengalí a Dhaka (2015).

La Viquipèdia en bengalí va començar el seu viatge el 27 de gener del 2004. Aleshores, la gent de Bangladesh tenia un cert interès per la Viquipèdia. Alguns estudiants i escolars van utilitzar la Viquipèdia en anglès, però no es va fer responsable. A més d'això, hi havia diverses dificultats per contribuir en bengalí. L'escenari complet s'ha canviat el 2006. Durant aquest temps, el món del bloc bengalí va anar creixent lentament, i moltes persones es van acostumar a la informàtica bengalí, on una eina de mecanografia bengalí lliure i de codi obert, Avro Keyboard va tenir un paper fonamental. El 25 de març del 2006, un equip de la Viquipèdia va ser creat per la "Xarxa de Fonts Obertes de Bangladesh" (BdOSN) per popularitzar la Viquipèdia a tot el país. L'objectiu era representar el país al món mitjançant la Viquipèdia i construir una enciclopèdia completa en bengalí.
Aleshores, la Viquipèdia en bengalí només tenia 500 articles. L'equip wiki BdOSN va aconseguir difondre la paraula a través d'alguns diaris i iniciar una llista de correu de la Viquipèdia en bengalí. Ben aviat, moltes persones de parla bengalí procedents de Bangladesh i l'estranger es van unir a aquest projecte dinàmic. Com a resultat, a finals d'octubre, la Viquipèdia en bengalí va arribar a 10.000 articles. Entre les viquipèdies en llengua sud-asiàtica, la Viquipèdia en bengalí va assolir aquesta fita en primer lloc, i molts d'aquests articles es van il·lustrar amb fotografies del demostrador del Moviment de la llengua bengalí, el doctor Rafiqul Islam, que va fer la donació de totes les seves fotografies històriques realitzades durant el moviment lingüístic a Wikimedia Commons.

Un dels pioners de la Viquipèdia bengalí, el doctor Ragib Hasan va dir:
| « | “El major repte era escriure alguna cosa a Internet en bengalí. El Unicode en bengalí no era compatible amb la majoria de sistemes operatius, només alguns llocs web d'Internet donaven suport al Unicode en bengalí i els usuaris tenien dificultats per configurar-lo. D'altra banda, la idea d'escriure alguna cosa amb Unicode en bengalí era nova. Al principi, la idea d'una Viquipèdia en bengalí no era efectiva.” | » |

Entre el 2009 i el 2010, els parlants bengalís de Bengala Occidental, l'Índia també va començar a contribuir a la Viquipèdia en bengalí. Mentrestant, la Fundació Wikimedia va començar les seves operacions i en el 3 d'octubre de 2011 el capítol local anomenat Wikimedia en Bengalí va ser aprovat a Bangladesh per la Fundació per a promoure continguts educatius en bengalí. El 26 de febrer de 2015, Jimmy Wales, cofundador de Wikipedia, va visitar Bangladesh per a un programa de celebració organitzat per Wikimedia en bengalí. per marcar el desè any de la Viquipèdia bengalí. En la seva nota principal, Jimmy va dir que, segons la profunditat de l'article, la Viquipèdia en bengalí està ben valorada.
La Viquipèdia en bengalí el 3 de Desembre del 2019 comptava amb 77.680 articles sobre diversos temes amb 1.249 editors actius al mes. A partir del gener del 2019, la Viquipèdia bengalí és l'única enciclopèdia gratuïta en línia escrita en idioma bengalí. També és un dels llocs més importants relacionats amb contingut bengalí a Internet.

## Confusió
Amb els anys, hi ha hagut confusió als mitjans de comunicació de Bangladesh sobre alguna informació de la Viquipèdia en bengalí. L'abril de 2018, els mitjans electrònics impresos i electrònics de Bangladesh van informar que la Viquipèdia va nomenar Runa Laila, una reconeguda cantant de Bangladesh, entre els seus 30 millors bengalís de tots els temps. Aquesta confusió es deu a l'ús d'una imatge de collage a l'informació de l'article de Bengala a la versió de Viquipèdia en bengalí i en anglès. L'agost del mateix any, un usuari no registrat va afegir la data de la mort falsa a l'article de Muhammed Zafar Iqbal, que també va cridar l'atenció als mitjans.